# كينجي كيتاواكي
كينجي كيتاواكي (باليابانية: 北脇 健慈) (15 سبتمبر 1991 في تاما في اليابان – )؛ هو لاعب كرة قدم ياباني سابق كان يلعب كمهاجم.

## وصلات خارجية
- كينجي كيتاواكي على موقع رابطة كرة القدم اليابانية للمحترفين (اليابانية)
- كينجي كيتاواكي على موقع قاعدة بيانات كرة القدم.إي يو (الإنجليزية)
- كينجي كيتاواكي على موقع Soccerway.com (الإنجليزية)
- كينجي كيتاواكي على موقع عالم كرة القدم.نت (الإنجليزية)